# Riviste cinematografiche
Lista di riviste sul cinema, sia cartacee che on-line, ordinate per provenienza e ordine alfabetico.

## Africa

### Algeria
- Les deux écrans. Revue mensuelle de cinéma et de télévision, Algeri, 1978-1983

### Burkina Faso
- Écrans d'Afrique. Revue panafricain de cinéma, télévision et video, Ouagadougou, 1991-1998

### Senegal
- Unir Cinema, Saint-Louis, Senegal, 1987-1999

## America

### Argentina
- El Amante
- Tiempo de Cine, Argentina, 1960-1962

### Brasile
- Caderno de Critica, Rio de Janiero, 1986-1987
- Guia de Filmes, Rio de Janeiro, 1973-1979
- Jornal da Tela, Rio de Janiero, 1983-1990

### Cuba
- Cine cubano, La Habana, 1961-2002
- Corto circuito. Revista trimestral de comunicacion y culturas latinas, Paris, 1987-1992

### Canada
- 24 images, Montréal, fondata nel 1984
- Champ Libre. Cahiers québécois de cinéma, Montréal
- Cinema Quebec, Montréal, 1971-1975
- Cineaction, Toronto, 2006-
- Cinémas, Montréal, 1992-
- Cinemascope, supportata dal Canada Council For Arts e dall'Ontario Arts Council
- Cine-Tracts, Montréal, 1977-1981
- Copie Zéro, Montréal, 1979-1988
- Intermédialités, Montréal, 2003-
- Objectif. Revue indépendante de cinéma, Montréal, 1960-1965
- Real Screen, Toronto, 1997-2003
- Revue de la cinémathèque, Montréal, 1989-
- Sequences, Montreal, 1975-
- Take One, Montréal, 1968-1979

### Stati Uniti d'America
- Action (Directors Guild of America), Hollywood, 1975-
- American Cinematographer (1920-), mensile, edito dalla American Society of Cinematographers
- American Film: Magazine of the film and television arts, New York, 1975-1992
- Animation Journal, Orange, 2004-
- Animation Magazine, Los Angeles, 1989-1992
- Archive, Los Angeles, 1994-2003
- Berkeley Art Museum - Pacific Film Archive (BAM/PFA), Berkeley, 1988-2002
- Big Reel, Madison, 1991-1993
- Black Film Review, Washington D.C., 1989-1911
- Boxoffice: the business magazine of the motion picture industry, Chicago, 1989-1994
- Bright Lights, Ohio, 1974-1979
- Camera obscura, Berkeley, poi Durham, 1977-1997
- Cineaste, (1967-), trimestrale
- Cinefantastique, Oak Park, 1970-2004
- Cinefestival, Hollywood, 1950-1951
- Cinefex, Riverside, 1985-
- Cinema Journal, University of Illinois, 1973-
- Cinematography & Bioscope Magazine, (1906-1907?) (N. 3 del 1906)
- Classic, New York, 1922-1924
- Creative Screenwriting, bimestrale
- CTVD-Cinema-Tv-Digest, New Berry, 1962-1990
- Cult Movies, Hollywood, 1997-2004
- Entertainment Weekly, 1990
- Fade In, mensile
- Fangoria, 1979-
- Femme Fatales, Baltimore, 1997-2006
- Film & History, Newark, 1989-1992
- Film Comment, New York, 1966-, bimestrale, edito dalla Film Society of Lincoln Center
- Film Criticism, Meadville, 1988-
- Film Culture, New York, 1955-1996
- Film Fun, New York, 1924-1942
- Film History, Washington, 1990-
- Film Library Quarterly, New York, 1974-1984
- Film News- The International Review of a/v Materials and Equipment, La Salle, 1975-1981
- Film Quarterly, Berkeley, 1968-
- Film Score Monthly, Los Angeles, 1992
- Film Theory- Bibliographic information and newsletter, Munster, 1984-1991
- Filmaker Newsletter, Massachusetts, 1970-1981
- Filmfacts, New York, 1973-1977
- Films in Review, New York, 1951-1997
- Films of the Golden Age, Muscatine (USA), 1996-
- Filmmaker Magazine (1992-), trimestrale, edito dall'Independent Feature Project
- Harrison's Reports, New York, 1934-1939
- Hollywood Quarterly, Los Angeles, 1950-1951
- The Hollywood Reporter, Hollywood, 1930-
- In Camera, Rochester, N.Y., 2004-
- Interview, New York, 1973-1990
- Journal of Film and Video, Boston, 1984-2003
- Journal of Popular Film, dal 1978 con l'aggiunta & Television, Bowling Green, 1972-
- Journal of the University film Association, Houston TX, 1976-1983
- Jump Cut, Berkeley, 1974-1999
- Lamp- A journal about media, New York, 1983-1986
- Mandy, sito di questioni di lavoro e tecnica
- Mass-Media Newsletter, Baltimore, 1975-1981
- Millennium Film Journal, New York, 1986-
- Millimeter. The Magazine of the Motion Picture and Television Production Industries, Cleveland, 1989-1992
- Motion Picture Classic, New York, 1918-1930
- Motion Picture Magazine, New York, 1919-1954
- Motion Pictures Herald, New York, 1931-1967
- Movie clichès
- Movie mistakes
- Movieline, Los Angeles, 1989-2002
- MovieMaker, bimestrale, sottotitolo: The art and business of making movies
- Nitpickers
- October, Cambridge, 1981-
- On film, Wellington, 1988-
- Perfect Vision, Sea Cliff, 1988-1999
- Persistence of Vision, New York, 1984-1997
- Photoplay Annual, New York, 1918-1971
- Post-Script. Essays in Film and the Humanities, Jacksonville, FL, 1981-2007
- Première, New York, 1988-1997
- Quarterly Review of Film Studies, New York, 1976-1984
- Rona Barrett's Hollywood, Hollywood, 1980-1981
- Rona Looks at the Oscar, Hollywood, 1980
- Scarlet Street, Teaneck, 1992-1996
- Science Books & Films, Washington, D.C., 1981-2004
- Screen Actor, Los Angeles, 1989-1995
- Screen Actors Guild Call Sheet, Hollywood, 1989-1997
- Screen Album, New York, 1949-1966
- Screen Facts, New York, 1963-1969
- Script
- Serial Quarterly, New York, 1966-1967
- Sightlines. The Journal of the American Film and Video Association, La Grange Park, 1989-1992
- Silent Film Monthly, New York, 1996-1998
- Slant, 2001
- Variety, New York, 1933-
- SMPTE Journal, White Plains, 1980-
- Snopes
- Soviet Film 1967-1988
- The Journal of American Classic Screen, Shawney Mission, 1980-1982
- The Listener, London, 1989-1991
- The Moving Image, Minneapolis, 2001-
- The Trans-Atlantic Review, 1913-1918
- The Velvet Light Trap, Austin, 1989-
- University Art Museum, Berkeley, 1988-1995
- Wide Angle, Athens in Ohio, 1989-1999
- Written By, edito dalla Writers Guild of America

### Uruguay
- Cinemateca revista, Montevideo, 1987-1995
- Cinemateca uruguaya, Montevideo, 1991-2000

## Asia

### Giappone
- Eiga Geijutsu (1946-)
- Eiga Shinbun (1982-)
- Kinema Junpo (1919-), quindicinale
- Kinejun. Movie, tv & show times, Tokio, 1971-1972

## Europa

### Austria
- Austrian Film News, Vienna, 1993-1998
- Blimp, Melk, 1991-2001
- Filmkunst, Vienna, 1955-1997
- Theaterzeitung, Vienna, 1936-1941

### Belgio
- Arenberg Galeries, Brusselles, 2000-2004
- Cinéjournal, Bruxelles, 1994-1997
- Cineuropa, Bruxelles, 2002-
- Fantasmagorie, Enghien, 1979-1981
- Journal of Film Preservation, Bruxelles, 1991-
- Media, Bruxelles, 1989-1993
- Revue belge du cinéma, Bruxelles, 1977-1997
- Signis Media  (già Cine and Media), Bruxelles, 1946-
- Soundtrack!, Mechelen, 1982-1999
- Visions, Bruxelles, 1982-1986, poi Visions International, 1987-

### Bulgaria
- Kinoi Vreme, Sofia, 1980-1986

### Croazia
- Filmska Kultura, Zagabria, 1968-1972
- Hrvatski filmski Ljetopis, Zagreb, 1996-2004

### Danimarca
- Kosmorama, Copenaghen, 1954-1987
- Sunset Boulevard, 1974- 1975

### Finlandia
- Filmihullu, Helsinki, 1987-
- Kinolehti, Helsinki, 1960-1962

### Francia
- A.S. actualité de la scénographie, Bruxelles, poi Paris, 1977-
- Admiranda (Université de Provence), Aix-en-Provence, 1986-1988
- Anthologie du Cinéma: supplemento a L'avant-scéne du cinéma, Paris, 1967-1980
- AnimeLand (1991-), dedicato ai manga e all'animazione giapponese
- Archives (dell'Institut Jean Vigo), Perpignan, 1987-
- L'Art du cinéma, Paris, 2000-
- L'Avant-scène, Paris, 1961-
- Bizarre, Paris, 1962-1963
- Bref, Paris, 1992-
- Ça, Paris, 1973-1980
- Cahiers du cinéma (1951-), mensile
- Cahiers du studio, Tours, 1974-1975
- Camera/Stylo, Paris, 1982-
- Ciné Live
- La Cinématographie Française, Paris , 1932-1966
- Cine Miroir, Paris, 1925-1929
- Ciné Nice, Nice, 2004-
- Cine Tele Revue, Paris, 1984-2000
- Cine-Jeunes. Revue trimestrielle du comité français du cinéma pour la jeunesse, Paris, 1979-1985
- Cinéma d'aujourd'hui, Paris, 1975-1980
- Cinema de France, Paris, 1976-1980
- Cinéma et litterature, Valence, 1985-1991
- Cinéma, Paris, 1954-1955; 1962-1999
- Cinéma. Revue semestrielle d'esthétique et d'histoire du cinéma, Paris, 2001-
- CinemAction, Paris, 1978-
- Cinémagazine, Paris, 1921-1930
- Cinemarabe, Paris , 1977-1978
- Cinémathèque, Paris, 1992-2003
- Ciné-Mondial, Paris, 1941-1944
- Cinématographe, Paris, 1973-1986
- Cinéthique, Paris, 1969-1985
- Communications, Paris, 1966- (anche se non prevalentemente di cinema)
- Confrontation. Supplemento dei Cahiers de la Cinematheque per il Festival di Perpignan, 1965-1997
- Crapouillot, Paris, 1932-1963
- Dossier Art et Essai, Paris, 1967-1968
- Ecran, Paris, 1972-1979
- L'Écran fantastique
- Études cinematographiques , Paris, 1960-
- Exploding, Paris, 1998-2003
- Film Action, Paris, 1981-1982
- Film Echange. Études, documentation bibliographie de l'audiovisuel, Paris, 1977-1990
- Le Film français, Paris, 1944-
- Génériques, Lyon, 1995-1996
- Hors Cadre. Le cinéma à travers champs disciplinaires, Paris, 1983-1992
- Image et Son, Paris, 1951-1969
- Les Inrockuptibles (1986-)
- Iris, Paris, 1983-2004
- Jeune cinéma, Paris, 1964-
- La Cinémathèque de Toulouse, Toulouse, 1997-
- La Cinémathèque Française, Paris, 1985-1987
- La Gazette des scénaristes, Paris, 2005-
- La Lettre du cinéma, Paris, 1997-
- La Technique cinématographique, Paris, 1959-1967
- Le Film Complet, Paris, 1923-1950
- Le technicien du film, Paris, 1958-
- L'Écran fantastique, Paris, 1970-1987
- L'Écran Français, Paris, 1945-1952
- Les Cahiers de la cinemathèque, Perpignan, 1971-
- Mad Movies (1972-), specializzato in cinema fantastico e di genere
- Melba, Paris, 1976-1978
- Midi-Minuit Fantastique, Paris, 1962-1970
- Mon-Ciné, Paris, 1922-1933
- Music Hall. Variétés, chansons, radio-tv, cinema, danse, Paris, 1959-1961
- Nyarlathotep, Villeurbanne, 1971-1975
- Persistances, Toulouse, 1996-1999
- Pixel, Paris, 1988-
- Positif (1952-), mensile
- Pour tous, Paris, 1946-1947
- Pour vous, Paris, 1931-1940
- Première (1976-), mensile
- Presence du cinéma française, Paris, 1987-1990
- Presence du cinéma, Paris, 1960-1964
- Reperages, Paris, 2003-
- Revue du cinema 1928-1931; 1946-1948; 1969-1992 poi come Le mensuel du cinéma, 1992-1994
- Revue Internationale de Filmologie. Pubblicata dal CNRS, Paris, 1947-1961
- Revue Internationale du Cinéma. A cura dell'Office Catholique International du Cinéma (O.C.I.C.), Paris, 1947-1973
- Rue du premier film, Lyon, 1995-
- Science Film, Paris, 1968-1973
- Screen International at Cannes, 1982-1992
- Script. Revue de documentation et d'echange, Cannes, 1988-1992
- Storyboard, Paris, 2003-2004
- Studio Magazine (1987-), mensile
- Synopsis, Paris, 1998-
- Telecine, Paris, 1962-1978
- Theoreme, Paris, 1990-1994
- Unifrance Film, Paris, 1950-1967
- Vertigo, Paris, 1987-
- Western Revue, Paris, 1972-1974
- Zeuxis, Paris, 2000-

### Germania
- Cinema
- EPD Film (1984-)
- Fernsehen + Film (già Film, 1963-1969), Hannover, 1970-1971, poi come Film und Fernsehen, Berlin, 1981-1995 e 1997-1999
- Filmblatt, Berlin, 1997-
- Film Demnaechst
- Film-dienst, Köln, 1983-
- Filmgeschichte, Berlin, 2001-
- Filmkritik, München, 1964-1984
- Film - Korrespondenz, Köln, 1981-1990
- Film im Fernsehen, Köln, 1992-
- Filmspiegel, Berlin, 1964-1991
- Filmecho/Filmwoche, settimanale
- Film Start, mensile
- Frauen und Film, Frankfurt am Main, 1981-2004
- German Films Quarterly, Münich, 2004-
- Kino, Hamburg, 1988-1995
- Kino. German Cinema, München, 1980-2004
- Kino. German Film, Berlin, 1979-
- Kintop, Frankfurt am Main, 1992-
- Kulturchronik, Bonn, 1995-2003
- Montage / AV, Berlin, 1992-
- Off, München, 1995-1999
- Research Film, Gottingen, 1972-1978
- Schnitt, quadrimestrale
- Spektrum Film, Köln, 1985-1986
- Stars, Marienburg, 1994-2000
- Trigon film Magazin: der andere film, Rodesdorf, 1997-2001
- Widescreen
- Zelluloid, Köln, 1983-1988

### Gran Bretagna
- Afterimage, Rochester 1974-
- The BKSTS Journal (poi Image Technology), Londra, 1975-2003
- Broadcast Hardware International, Maidenhead, 1989-2002
- Cinema Quarterly, Edinburgh, 1934-1947
- Cinema Studies, London, 1960-1967
- Cinema Technology, London, 1990-
- Cinema. The Magazine of Motion Pictures, London, 1982
- The Cinema World Illustrated, London, 1927-1929
- Continental Film Review, London, 1960-1984
- Contrast, London, 1964-1965
- The Dark Side, bimestrale
- European Journal of Communication, London, 1986-1994
- Film-the Cinema Trade Journal, Birmingham, 1915-1923
- Film Art, London, 1933-1937
- Film Monthly Review, London, 1947-1950
- Film Quarterly, London, 1946-1947
- Film Review, London, 1975-
- Film. Monthly journal of the BFFS, London, 1954-1991
- Films and Filming, London, 1954-1989
- Films Illustrated. The magazine that loves movies, Londra, 1974-1981
- Focus on Film, London, 1970-1980
- Framework, London, 1976-1989
- Impact
- Kine Weekly, London, 1960-1966
- Kinema, Nottingham, 1968-1971
- Literature Film Quarterly, Salisbury, 1975-
- Monthly Film Bulletin, London, 1934-1991
- Moving Pictures, London, 1990-2003
- Picture Show & Film Pictorial. The paper for people who go to the picture, London, 1952-1960
- Picturegoer. The national film weekly, London, 1926-1960
- Screen Digest, London, 1989-1990
- Screen Education, London, 1974-1982
- Screen International, London, 1975-
- Screen Reader, London, 1977-1981
- Screen, London, 1974-
- Scriptwriter Magazine
- Sequence London, 1946-1952
- Sight & Sound (1932-), mensile (trimestrale fino agli anni novanta), edito dal British Film Institute
- Stills, London, 1984-1985
- Total Film (1997-)
- Tv World. International business magazine for television and video, London, 1989-1991
- Undercut. The magazine from the London Filmaker's Coop, London, 1981-1990
- University Vision, London, 1975-1976
- Vertigo Magazine, semestrale

### Grecia
- Film, Atene, 1974-1986

Editore: Thanassis Kastaniotis,
Direttore: Thanassis Renzis - 
Rivista trimestrale 
di teoria cinematografica
e audio-visuale

### Irlanda
- Film Ireland (1987-), bimestrale, pubblicato originariamente con il titolo Filmbase News, ha assunto l'attuale nel 1992

### Italia
- 35mm, Modena, 1987-1990, collegato a Medusa Film
- A/news, Roma, 1998-2004 (Fondazione archivio audiovisivo del movimento operaio e democratico)
- Acting News, Roma, 1993
- AIC: associazione italiana cineoperatori, bollettino tecnico, Roma, 1955-
- Alasca Foundation (Bergamo Film Meeting Festival)
- Altrocinema, Roma, 1976-1989
- Amarcord: il lato oscuro del cinema, Firenze, 1995-2000
- Anteprima: rivista internazionale, Roma, 1948-1951
- Arci notizie, Bologna, 1969-1971
- Armosia.it
- ASIFA Italia-Notizie: Notiziario mensile dell'Associazione Italiana Film d'Animazione, Torino, 1990-2000
- Backstage, Cinisello Balsamo, 2002-2005
- Best Movie
- Bianco e Nero, Roma, 1937
- Bi-Elle, Albano Laziale, 2002
- Bis, Milano, 1948-1951
- Blog a puntate, riassunti per chi ha perso un episodio seriale
- Bloopers errori di montaggio
- Bollettino dell'Associazione Italiana di Cinematografia Scientifica, Roma, 1970-1986
- Bollettinocinema, Firenze, 1979-1983
- Borsa Film (suppl. al Giornale dello Spettacolo), Roma, 1971-1972
- Box office, Milano, 2002-
- Brancaleone, Napoli, 2006-
- Broadcast.it
- Carmilla, Budrio, 1996-2004
- Carnet Cinema, Milano, 2000-2003
- Carte di cinema, Ferrara, 1999-
- Casting News
- CAV-Centro Arti Visive, Università di Bergamo
- Celluloide, sul lavoro di Ugo Pirro
- Celluloide. Periodico di cultura, spettacolo e turismo, Salerno, 1987-1994
- Centostelle, Roma, 1950-1952
- Centro Studi Cinematografici. Notiziario, Roma, 1970-1980 e 1992-1999
- Centro Studi Cinematografici. Schede filmografiche Milano, 1960
- Centrofilm, Torino, 1959-1966
- Ciak (1984-),mensile, assegna il premio Ciak d'oro
- Ciak in tasca, Milano, 1989-1991
- Ciak manie, Milano, 1998-1999
- Ciennepi. Rivista di ricerca sul cinema e videomedia non professionali, Roma, 1979-1987
- Cine Bazar, Roma, 1945-1947
- Cine Characters
- Cine Illustrato, Roma, 1938-1952
- Cine Magazzino, Roma, 1937-1943
- Cine sorriso illustrato, Torino, 1928-1930
- Cine spettacolo, Roma, 1958-1993
- Cineamatore, Roma, 1960-1967
- Cinebazar
- Cineblog
- Cinecittà News
- Cineclub Quaderno, Roma, 1975-1977
- Cineclub Quotidiano, Montecatini, 1973-1983
- Cineclub Rassegna stampa, Roma, 1976-1977
- Cineclub Supplementi, Roma, 1969-1973
- Cineclub: Federazione italiana cineclub, Roma, 1968-1998
- Cinecorriere, Roma, 1962-
- CineCritica, Roma, 1978-
- Cineculture
- Cinedidattica, Milano-Roma, 1955-1956
- Cinedoc
- Cinefex Italia, Bagni di Tivoli, 2001-2004 poi come Cinevfx, 2005-
- CineFile
- Cineforum, Bergamo, 1961-
- Cinegossip
- Cinegrafie, Bologna, 1989-
- Cinelandia, Roma, 1946
- Cineludico
- Cinem'Art, Roma 2007–2009
- Cinemasessanta, Roma, 1960
- Cinema & Cie, Milano, 2001-
- Cinema & Cinema, Milano-Bologna, 1974-1993
- Cinema & Film, Roma, 1966-1970
- Cinema & Industria, Roma, 1987-1993
- Cinema & Video International, Firenze, 1995-
- Cinema (poi New Cinema), Milano, 1970-1972
- Cinema Bendato - Rivista di critica ed informazione cinematografica
- Cinema critica – Prime visioni-Rassegna quindicinale delle recensioni, Pavia, 1980
- Cinema del silenzio
- Cinema documentario, Roma, 1966-1967
- Cinema d'oggi, Bologna, 1954-1955 e 1970-2004
- Cinema domani, Milano, 1962-1963
- Cinema e scienza, Roma, 1956-1961
- Cinema è, Casalpusterlengo (Lodi), 1996-
- Cinema illustrazione, Milano, 1930-1939
- Cinema in casa, Roma, 1977-1979
- Cinema indipendente
- Cinema invisibile
- Cinema Nuovo, Firenze, poi Bari, 1952-1996
- Cinema Sud. Rivista neorealista d'avanguardia, Avellino, 1960-1998
- Cinema ridotto, Roma, 1955-1970
- Cinema Scope, Toronto, 2008-
- Cinema società, Roma, 1966-1976; 1986-1995; 1997-
- Cinema Sovietico, Roma, 1953-1955
- Cinema Studio, Roma, 1991-1995
- Cinema. Quindicinale di divulgazione cinematografica, 1935-1943 e 1948-1956
- Cinema. Mensile di attualità cinematografiche, Milano, 1978
- Cinema.it
- Cinemagazine (Sindacato nazionale giornalisti cinematografici italiani), Roma, 1946-
- Cinemah, Torino, 1992-1993
- Cinemalia, Milano, 1927-1928
- Cinemalibero, Porretta Terme, 2000-
- Cinema-teatro: periodico internazionale illustrato, Roma, 1929-1930
- Cinemascope.it - Independent Film Journal (in inglese),Napoli 2004-
- Cinemateca, Roma, 1977-1979
- Cinematografia d'oggi, Roma, 1963-1977
- Cinematografo, Roma, 1927-1952
- Cinématographe, Paris, 1973-1986
- Cinemauno rivista, Padova, 1989-1999
- Cinemazero notizie, Pordenone, 1982-
- Cinemedia. Ente dello Spettacolo. Agenzia giornalistica settimanale d'informazione, Roma, 1985-1993
- Cinemundus, Roma, 1959-1966
- Cinemuseum, Siracusa, 1992-2004
- Cineomnia, Roma, 1935-1936
- Cineproposta, Bologna, 1969-1970
- Cinergie, Udine, 1999-
- Cine-Romanzo, Milano, 1929-1933
- Cinespettacolo
- Cinestudio, Monza, 1961-2002
- Cineteca TV, Milano, 1992-1993
- Cineteca, Bologna, 1985-
- Cinetempo, Milano, 1945-1946
- Cinéthique, Paris, 1969-1985
- Cineturismo, Venezia, 1957
- Cineturismo-Express, Mestre, 1959
- Cinevita, Milano, 1936-1948
- Cineweb
- Cinextreme
- Circuito Cinema, Ravenna, 1982-1983, Venezia, 1986-1997
- Civiltà dell'Immagine, Firenze - Imola, 1966-1967
- Classic Images, Muscatine (USA), 1989-
- Clips, London, 1995-1997
- Close up, Roma, 1997-
- CM (dal 1982 Ciemme), Venezia, 1971-
- Colonne sonore, Milano, 2003-
- Comunicazione di massa, Milano, 1980-1986
- Comunicazioni di massa, Roma, 1963-1965
- Controcampo. Quaderno del Cineforum di Bergamo, 1966-1967
- Corriere del teatro e del cinematografo, Milano, 1919-1922
- Critica-Reprint, Milano, 1969-1977
- Cronache del Cinema e della Televisione, Roma, 1955-1960
- Cult fiction, Milano, 2003-2004
- Cult movie, Firenze, 1980-1984
- Documentary News Letter, London, 1940-1949
- Drammaturgia
- Duellanti, Milano, 2003-, prima Duel, Roma, 1993-2003
- DVD Magazine, Milano, 2001-2004
- DVD Review, Roma, 2001-2004
- DVD World, Milano, 1999-2003
- Early Popular Visual Culture, Abingdon, 2008-
- Eco del Cinema e dello Spettacolo, Roma, 1951-1955
- Eco del Cinema, Bologna, poi Firenze, poi Roma1923-1943
- Edav. Educazione audiovisiva, Roma, 1972-
- Emotion, Milano, 2002-
- Empire (periodico)|Empire, 1989-
- EPD film, Frankfurt, 1984-
- Eupolis, San Gimignano, 2005-
- EV (Supplemento di Variety), New York, 2000-2001
- Excelsior Supplement, Milano, 1933-1934
- Excelsior, Milano, 1929 -1933
- Experimental Cinema, Philadelphia, 1930-1934
- Fac - Cinema Culturale, Roma, 1970-1979
- Falso movimento
- Fangoria, Roma, 1990-1991
- Fantascienza, Milano, 1976
- Fata morgana Cosenza, 2006-
- Fellini Amarcord, Rimini, 2001-
- Ferrania, Milano, 1947-1967
- Festival, Milano, 1953-1962
- Fiches du cinéma, Paris, 2005-
- Fiction. Cinema e poetiche dell'immaginario, Roma, 1977-1993
- Film D.O.C. , Genova, 1994-
- Film d'oggi, Roma, 1945-1957
- Film mese, Roma, 1967-1969
- Film per la gioventù. Bollettino del centro nazionale, Roma, 1959-1963
- Film Selezione, Roma, 1960-1963
- Film Spettacolo, Roma, 1967-1970
- Film TV, Milano, 1996-2006
- FilmTv, settimanale
- Film, Roma, 1938-1950
- Film. Corriere settimanale dei cinematografi, Napoli, 1914-1929
- Film. Rassegna internazionale di critica cinematografica, Venezia, 1955-1958
- Film. Tutti i film della stagione, Roma, 1984-
- Film.it, collegato a Il Sole 24 Ore
- Film4life - Curiosi di cinema
- Filmaker's Magazine, Roma, 1998-
- Filmania, nuova serie, Bologna, 1982-1983
- Filmcritica Roma, 1950-
- Filmcronache, Roma, 1987-
- Filmmaker's 1991-
- Filmscoop
- FilmUP.com
- Finzioni, Lecce, 1984-1985
- Fotogenia, Bologna, 1994-1998
- Fotogramma. Rivista monografica di cinema, Verona, 1983-1984
- Fotogrammi, Roma, 1946-1949
- Fuorivista Arese, 1998-
- Garage. Cinema Autori Visioni, Torino, 1994-1999
- Giornale dello spettacolo, Roma, 1933-
- Griffithiana, Gemona, 1978-2002
- Gulliver, Roma, 1982-
- Hide out
- Hollywood, Milano, 1945-1952
- Horror mania, Milano, 2004-
- Ikon, Milano, 1962- (con Quaderni di Ikon, Milano, 1968-1971)
- Il documentario
- Il dramma, Milano, 1925-1983
- Il Falcone Maltese, Genova, 1974, poi Roma, 2004-
- Il film italiano, Roma, 1958-1960
- Il Fotogramma. Enal. Notiziario della Federazione Nazionale Cineamatori, Vicenza, 1962-1973
- Il Loggione, Bologna, 1926-1929
- Il mascherino, Brescia, 1983-1991
- Il nuovo spettatore, Torino, 1980-
- Il proscenio, Napoli, 1901-1911
- Il quotidiano del cinema
- Il ragazzo selvaggio, Roma, 1990-
- Il selvaggio, Roma, 1935-1942
- Il torchio, Milano, 1927-1929
- Image Technology. Journal of the BKSTS, London, 1987-
- ImaginAzione
- Immagine. Note di Storia del Cinema, Roma, 1981-, a cura dell'Associazione italiana per le ricerche di storia del cinema (AIRSC)
- Imaging, Roma, 1997-
- Immagine e pubblico. Periodico trimestrale dell'Ente Gestione Cinema, Roma, 1983-1991
- Immagini cinema
- Immaginifico, Udine, 1993-2002
- Indie-eye.it/cinema, Firenze, 2005-
- Inquadrature. Rassegna di studi cinematografici, Pavia, 1957-1968
- Intermezzo, Roma, 1946-1966
- ISCA. Informazioni, Milano, 1972-2001
- Itinerari mediali, Torino, 2005-
- Jamboree Magazine, Milano, 1995-
- Jura Gentium cinema
- Karasiò
- Kines, Roma, 1929-1932
- Knowledge For Business
- La cinematografia italiana ed estera, Milano, 1908-1926
- La cosa vista. Studi e ricerche sul cinema e altri media, Trieste, 1985-1992
- La Fiera del cinema, Roma, 1959-1963
- La furia umana, Trimestrale multilingue, 2009-
- La linea dell'occhio, Lucca, 1995-
- La magnifica ossessione, Genova, 1995-1996
- La Petite Illustration, Roma, 1925-1935
- L'Araldo dello Spettacolo, Roma, 1946-
- La Scena e lo Schermo, Siena, 1989-1992
- La Semaine Media, Paris, 1979
- La valle dell'Eden, Torino, 1999-
- La vita cinematografica, Torino, 1910-1932
- Lab 80-Notizie, Bergamo, 1974-1978
- L'Altro Cinema, Milano, 1954-1962
- Le dive nude, Milano, 1971-1972
- Le grandi firme, Torino, 1925-1938
- Le Maschere, Roma, 1919-1922
- Le vostre novelle, Milano, 1942-1955
- L'Europeo Cinema, Milano, 1978
- L'Illustrazione Cinematografica, Milano, 1912-1915
- Lo schermo, Milano, 1935-1943
- Lo spettacolo
- Lo spettacolo, Roma, 1965-2002
- Lumière. Cinema e altro, Roma, 1992-2003
- Lux, Napoli, 1910-1911
- M. Rivista del Mistero, Milano, 2004-
- Magazzini Criminali, Firenze-Milano, 1979-1987
- Manga Academica, 2008-
- Mass Media. Rivista bimestrale della comunicazione, Roma, 1983-1986
- Media Culture & Society, London, 1980-1994
- Media Forum. Inchieste e analisi sul marketing della comunicazione, Milano, 1986-1995
- Media Production. Industria e mercato dei messaggi audio e video, Firenze, 1989-1994
- Millimetri, Milano, 2001-
- Movie (poi Movie Magazine), Roma, 1990-1995
- Moviemag
- Movie player
- Multipiattaforma, Milano, 1996-1999
- Nickel Odeon, Udine, 1981-2002
- Nocturno cinema, Torino, 1994- mensile, dedicato al cinema di genere, corredato da dossier tematici
- Non solo cinema
- Nosferatu - Horror Fantasy and Science Fiction, Milano, 1990-1991
- Nostro cinema, Roma, 1965-
- Note di tecnica cinematografica, Roma, 1965-2004
- Nothing but cinema
- Novaera.it
- Novella, Milano, 1920-1955
- Novelle Film, Milano, 1947-1958
- Nuovo Cinema Europeo, Roma, 1976-1994
- Nuovo Spettatore Cinematografico, Torino, 1959-1964
- Off-screen, Roma, 1999 - 2009
- Occhio critico, Roma, 1966-1983
- Ombre di carta, Bologna, 2007-
- Ombre rosse, Torino, 1967-1981
- Otto e mezzo
- Pagine e schermi, Milano, 1968-1969
- Panoramiche-Panoramiques, Aosta, 1990-2004
- Pathé Baby, Roma, 1928-1930
- Pathè Cine Journal, London, 1913-1914, poi come Pathè Weekly Bulletin, 1914-1915
- Perimmagine, Udine, 1992-
- Politeama, Roma, 1945-1946
- Positif cinema
- Primafila, Roma, 2005-
- Primavisione cinematografica. Mensile di attualità e informazioni cinematografiche, Roma, 1984-1998
- Primi Piani - Cineforum, Siena, 1966-1968
- Primi Piani - Mensile del cinema, Milano, 1941-1943
- Primi Piani - Rivista del cinema, Milano, 1952-1966
- Primissima Trade
- Primissima, Roma, 1989-2002
- Prove aperte
- Quaderni del Cinema Italiano, Roma, 1982
- Quaderni del Cut, Bari, 1967-1977
- Quaderni del Lumière, Bologna, 1991-
- Quaderni della F.I.C.C. , Roma, 1950-1960
- Quaderni di A.I.A.C.E. , Torino, 1969-1975
- Quaderni di Cinecritica, I, Roma, 1988-1989
- Quaderni di cinema, Firenze, 1981-1993 (bimestrale), 1997- 2000 (trimestrale)
- Quadernicinema, Firenze, 1980-1983
- Quarta parete, Roma, 1945-1946
- Questocinema, Roma, 1967-1969
- Quindici , Roma, 1967-1969
- Radiocorriere TV, Roma, 1956-
- Rapporto Confidenziale, Milano-Lugano, 2007-
- Rassegna del Film, Torino, 1952-1954
- Rassegna del Teatro e del Cinematografo, Milano, 1926
- Rassegna di Diritto Cinematografico Teatrale e della Radiotelevisione, Roma, 1967-1977
- Rassegna italiana dello spettacolo, Roma, 1956-1963
- Rassegna stampa AGIS, Roma, 1968-
- Replay, Roma, 1982-1983
- Reset, Roma, 1997-2005
- Rifrazioni - dal cinema all'oltre, Bologna, quadrimestrale
- Rivista del cinema italiano, Roma, 1952-1955
- Rivista del cinema, Torino, 2003-
- Rivista del cinematografo, Roma, 1928-, mensile
- Rivista italiana di cinetecnica, Roma, 1930-1931
- Rivista Pathé, Milano, 1911-1914
- Rivista tecnica di cinematografia, Milano, 1962-2004
- "Rouge Sang", Roma, 2022
- Scena, Milano, 1976-1982
- Scenario / Comoedia. Rivista delle arti della scena, teatro, cinema, musica, danza, radio, scenografia, Roma, 1935-1943
- Scenario. Lo spettacolo italiano. Rivista delle arti della scena., Roma, 1934
- Schermi. Mensile di cultura cinematografica (Morando Morandini), Milano, 1958-1961
- Schermi. Mensile internazionale del cinema (Carlo A. Felice), Milano, 1948-1949
- Script, Roma, 1988-
- Scrivere di cinema, Roma, 1994-
- Seagreen, Bologna, 1984-1990
- SediciNoni, Roma 2008-
- Segnalazioni cinematografiche, Roma, 1934-2002
- Segnocinema, Vicenza, 1981-, bimestrale
- Sequenze, Verona, 1984-1990
- Sequenze. Quaderni di cinema, Milano-Roma, 1949-1951
- Sentieri selvaggi, Roma, 1988-
- Set: la rivista per chi ama il cinema, Roma, 1996-2000
- Settima Arte. Mensile di cultura cinematografica, Napoli, 1976-1977
- Si Gira: rassegna mensile del cinema italiano, Roma, 1942-1943
- Silver Screen Annual, New York, 1957-1969
- Sipario, Milano, 1946-
- Sipra, Torino, 1968-1976
- SNCCI - Notiziario Sindacato nazionale giornalisti cinematografici italiani, Roma, 1971-
- Spettacoli & Società, Milano, 1975-1976
- Spietati
- Star, Roma, 1944-1946
- Stelle , Milano, 1933-1936
- Stilb. Spettacolo Scrittura Spazio, Roma, 1981-1983
- Lo Straniero, Roma, 1997-
- Taglio corto, Roma, 2002-2005
- Target. Trimestrale di marketing, comunicazione e ricerca sociale, Milano, 1986-1988
- Taxidrivers Magazine
- Teatro-Scenario. Rassegna quindicinale degli spettacoli, Roma, 1951-1955
- Tempi moderni
- Trade Animation, Milano, 2003-
- Trova cinema del giornale la Repubblica
- TVC, Roma, 1964-1966
- Une semaine de Paris, Paris, 1953-1966
- Unicinema, Roma, 1975-1979
- Unitalia Film, Roma, 1953-1957
- Ventiquattroalsecondo, Reggio Emilia, 1985-1998
- Video (poi Videosat), Roma, 1981-1997
- Video Magazine, Milano, 1983-1992
- Videodrome. Il fantastico nel cinema, Roma, 1986-1989
- Vietato fumare, Milano, 1984-1985
- Visionario. Rivista di cultura cinematografica, immagine e comunicazione, Alessandria, 1989-1992
- Visuel, Torino, 1982-1984
- Vivilcinema. La rivista del grande schermo, Firenze/Roma, 1985-
- Voci Off. Rivista cinematografica degli studenti DAMS, Bologna, 1994-1999
- W2M
- Widescreen Magazine, Milano, 2004-
- Zabriskie Point
- Zenit, Milano, 1931-1937

### Lussemburgo
- Rendez-vous, Luxembourg, 1995-

### Norvegia
- Film & Kino - Norsk filmblad, Oslo, 1988-1993
- Scandinavian Film News, Oslo, 1993-1995
- Z Filmtigsskrift, Oslo, 1989-

### Olanda
- A.S. mediatijdschrift, Antwerpen, 1999-2002
- Dox, Amsterdam, 1994-
- FilmKrant
- NFM, Amsterdam, 1989-1998
- Skoop, Amsterdam, 1967-1976
- Skrien, Amsterdam, 1975-2001

### Polonia
- Kino, Warszawa, 1966-1988
- Polish Film Polonais 1969-1980

### Portogallo
- Cinemateca portuguesa, Lisbõa, 2001-

### Repubblica ceca
- Film a Doba, Praga, 1961-1988
- Iluminace, Praga, 1996-2002

### Romania
- Prim Plan, Bucarest, 1991-1993
- The Romanian Film, Bucarest, 1987-1989

### Russia
- Iskusstvo Kino, Mosca, 1970-
- Kino-Glaz, Mosca, 1991-1996

### Slovenia
- Ekran, Ljubljana, 1963-

### Spagna
- Archivos de la filmoteca, Valencia, 1989 -
- Dirigido por... , Barcelona, 1973-
- Film Guia, Barcelona, 1975-1976
- Film Ideal, Madrid, 1961-1970
- Fotogramas, mensile
- Fotogramas & Video, Barcelona, 1988-1993
- Imagenes de actualidad, Barcelona, 1993-
- Interfilms, Madrid, 1989-1991
- Nosferatu. Revista de cine, San Sebastian, 1990-1997
- Reseña, Madrid, 1979-2004
- Temas de Cine, Madrid, 1960-1961
- Viridiana. Revista trimestral sobre el guion cinematografico, Madrid, 1995-1998

### Svezia
- Allt Om Film
- Chaplin, Stockholm, 1964-1997
- Filmhäftet, Uppsala, 1987-1997
- Film Int. (1973-), mensile, dal 2003 in lingua inglese

### Svizzera
- Cinè Bulletin, Zürich, 1981-
- Cine Suisse, Berne, 1948-1951
- Cinema, Zürich, 1971-2003
- La Cinémathèque Suisse, Lausanne, 1981-
- Film Cinema, Zürich, 1970-1972
- Film Zoom, Zurich, 1993-2001
- Filmbulletin, Zürich, 1983-2002
- Schweizer Film. Schweizerisches fachorgan für filmfragen, Zürig - Bern - Lausanne, 1968-1972
- Travelling, Lausanne, 1975-1980

### Ungheria
- Filmkultura. A magyar filmintezet folyoirata, Budapest, 1965-1993
- Filmvilag - Filmmuveszeti folyoirat, Budapest, 1969-1993
- Hungarofilm Bulletin, Budapest, 1965-1988

## Oceania

### Australia
- Cinefex (1980-), dedicata agli effetti speciali e alla computer grafica
- Cinema Papers, Abbotsford, 1981-2001
- Empire (1989-), mensile
- Historical Journal of Film, Radio and Television, Abingdon, 1989-
- Inside Film

### Nuova Zelanda
- Nzfilm, New Zealand, 1988-1992